# Hypocrisias lisoma
Hypocrisias lisoma är en fjärilsart som beskrevs av Dyar 1912. Hypocrisias lisoma ingår i släktet Hypocrisias och familjen björnspinnare. Inga underarter finns listade i Catalogue of Life.